# Arvid Nilsson (konstnär)
Arvid Nilsson (Atomkonstnären), född 19 november 1914 i Torhamns församling, Blekinge, död 6 april 1981 i Maria Magdalena församling, Stockholm, var en svensk målare. 
Han studerade på Konstakademien i Stockholm och i Paris. Han målade abstrakt och figurativt. Arvid Nilsson anställdes på AB Atomenergi 1957 där han arbetade med perspektivmålningar av kärntekniska anläggningar och utrustningar. Han genomförde även ett antal monumentala väggmålningar åt AB Atomenergi, ASEA Atom m.fl. 

## Fotnoter
1. ↑  Sveriges Dödbok 1901–2009, DVD-ROM, Version 5.00, Sveriges Släktforskarförbund (2010).